# Bernhard Breitenstein
Bernhard Breitenstein (* 15. Februar 1880 in Heiligenstadt; † 18. Februar 1956 in Hildesheim) war ein deutscher Richter und Politiker (Zentrum).
Breitenstein besuchte von 1890 bis 1899 das Gymnasium Heiligenstadt und studierte dann in Freiburg, Kiel und Halle Rechtswissenschaften. Ab 1899 war er Mitglied der katholischen Studentenverbindung KDStV Hercynia Freiburg im Breisgau. Das Referendarsexamen legte er am 9. Juli 1902 in Naumburg ab. Am 15. Juli 1902 wurde er in Leipzig zum Dr. jur. utr. promoviert. Am 1. Juli 1907 bestand er das Assessorexamen. 
Am 1. Oktober 1912 wurde er Amtsrichter am Amtsgericht Worbis, wo er zum Amtsgerichtsrat befördert wurde. Ab dem 1. Dezember 1924 bis in die 1940er Jahre war er Landgerichtsdirektor am Landgericht Hildesheim.
Als Vertreter des Zentrum war er von 1920 bis 1924 Mitglied des Provinziallandtags der Provinz Sachsen. Von Mai 1921 bis Februar 1926 war er stellvertretendes Mitglied im Preußischen Staatsrat. Vom 25. Februar 1926 bis zum 27. Februar 1930 war er als Bevollmächtigter der Provinz Hannover Mitglied im Reichsrat. Vom Januar 1930 bis April 1933 war er für die Provinz Hannover Mitglied im Preußischen Staatsrat.